# Zacualpa, Mexiko
Zacualpa är en ort i Mexiko.   Den ligger i kommunen Ahuacuotzingo och delstaten Guerrero, i den sydöstra delen av landet, 200 km söder om huvudstaden Mexico City. Zacualpa ligger 1 477 meter över havet och antalet invånare är 354.
Terrängen runt Zacualpa är kuperad. Runt Zacualpa är det glesbefolkat, med 18 invånare per kvadratkilometer. Närmaste större samhälle är Alpuyecancingo de las Montañas, 4,4 km sydväst om Zacualpa. I omgivningarna runt Zacualpa växer huvudsakligen savannskog.